# Stazione di Naoetsu
La Stazione di Naoetsu (直江津駅?, Naoetsu-eki) è la principale stazione ferroviaria della città di Jōetsu, nella prefettura di Niigata della regione del Koshinetsu in Giappone, e rappresenta un importante interscambio fra tre principali linee ferroviarie: la linea principale Shin'etsu della JR East, la linea principale Hokuriku della JR West e la ferrovia ad alta velocità Hokuetsu Express.

## Linee e servizi
East Japan Railway Company
■ Linea principale Shin'etsu
 West Japan Railway Company
■ Linea principale Hokuriku
Hokuetsu Express
■ Linea Hokuetsu Express Hokuhoku

## Struttura
| 1   | ■ Linea principale Hokuriku  | per Itoigawa, Toyama e Kanazawa           |
| 2   | ■ Linea principale Shin'etsu | per Kashiwazaki, Nagaoka e Niigata        |
| 2   | ■ Hokuetsu Express           | per Tōkamachi, Muikamachi e Echigo-Yuzawa |
| 2   | ■ Linea principale Hokuriku  | per Itoigawa, Toyama e Kanazawa           |
| 3-4 | ■ Linea principale Hokuriku  | per Itoigawa, Toyama e Kanazawa           |
| 3-4 | ■ Linea principale Shin'etsu | per Kashiwazaki, Nagaoka e Niigata        |
| 3-4 | ■ Linea principale Shin'etsu | per Takada, Arai, Myōkō-Kōgen e Nagano    |
| 5   | ■ Linea principale Shin'etsu | per Kashiwazaki, Nagaoka e Niigata        |
| 5   | ■ Linea principale Shin'etsu | per Takada, Arai, Myōkō-Kōgen e Nagano    |
| 5   | ■ Hokuetsu Express           | per Tōkamachi, Muikamachi e Echigo-Yuzawa |
| 6   | ■ Linea principale Shin'etsu | per Kashiwazaki, Nagaoka e Niigata        |
| 6   | ■ Linea principale Shin'etsu | per Takada, Arai, Myōkō-Kōgen e Nagano    |
| 6   | ■ Linea principale Hokuriku  | per Itoigawa, Toyama e Kanazawa           |
| 6   | ■ Hokuetsu Express           | per Tōkamachi, Muikamachi e Echigo-Yuzawa |

## Stazioni adiacenti
| «                          | Servizio                                         | »                          |
| Linea principale Shin'etsu | Linea principale Shin'etsu                       | Linea principale Shin'etsu |
| -------------------------- | ------------------------------------------------ | -------------------------- |
| Kasugayama                 | Locale                                           | Kuroi                      |
| Capolinea                  | Rapido Rakuraku Trein Shin'etsu/Ohayou Shin'etsu | Kakizaki                   |
| Kasugayama←                | Rapido Myōkō                                     | Capolinea                  |
| Kasugayama                 | Rapido Kubikino                                  | Kakizaki                   |
| Linea principale Hokuriku  |                                                  |                            |
| Tanihama                   | Locale                                           | Capolinea                  |
| Hokuetsu Express           |                                                  |                            |
| Saigata                    | Locale Rapido                                    | Capolinea                  |